# Cantó de Gravelines
El cantó de Gravelines (neerlandès Kanton Grevelingen) és una divisió administrativa francesa situat al departament del Nord a la regió dels Alts de França. Forma part del Westhoek (Flandes francès)

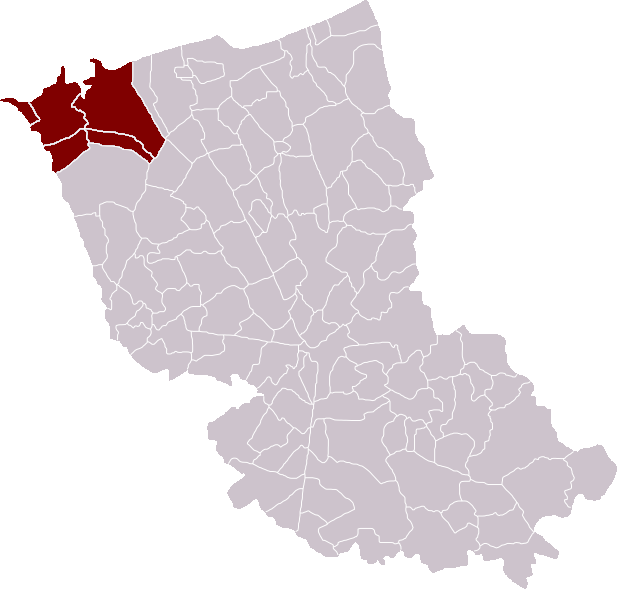
Situació del cantó

## Composició
El cantó aplega 5 comunes: 
- Craywick (neerlandès: Kraaiwijk)
- Grand-Fort-Philippe (Groot-Fort-Filips)
- Gravelines (Grevelingen)
- Loon-Plage (Loon)
- Saint-Georges-sur-l'Aa (Sint-Joris)

## Demografia
| 1962 | 1968   | 1975   | 1982   | 1990   | 1999   | 2006   |
| ---- | ------ | ------ | ------ | ------ | ------ | ------ |
|      | 18.520 | 21.141 | 24.324 | 25.880 | 25.750 | 24.510 |

## Història
| Data d'elecció                           | Identitat             | Partit | Qualitat |
| ---------------------------------------- | --------------------- | ------ | -------- |
| 2004-                                    | Jean Claude Delalonde | PS     |          |
| les dades anteriors no són pas conegudes |                       |        |          |
|                                          |                       |        |          |